# غذای خیابانی

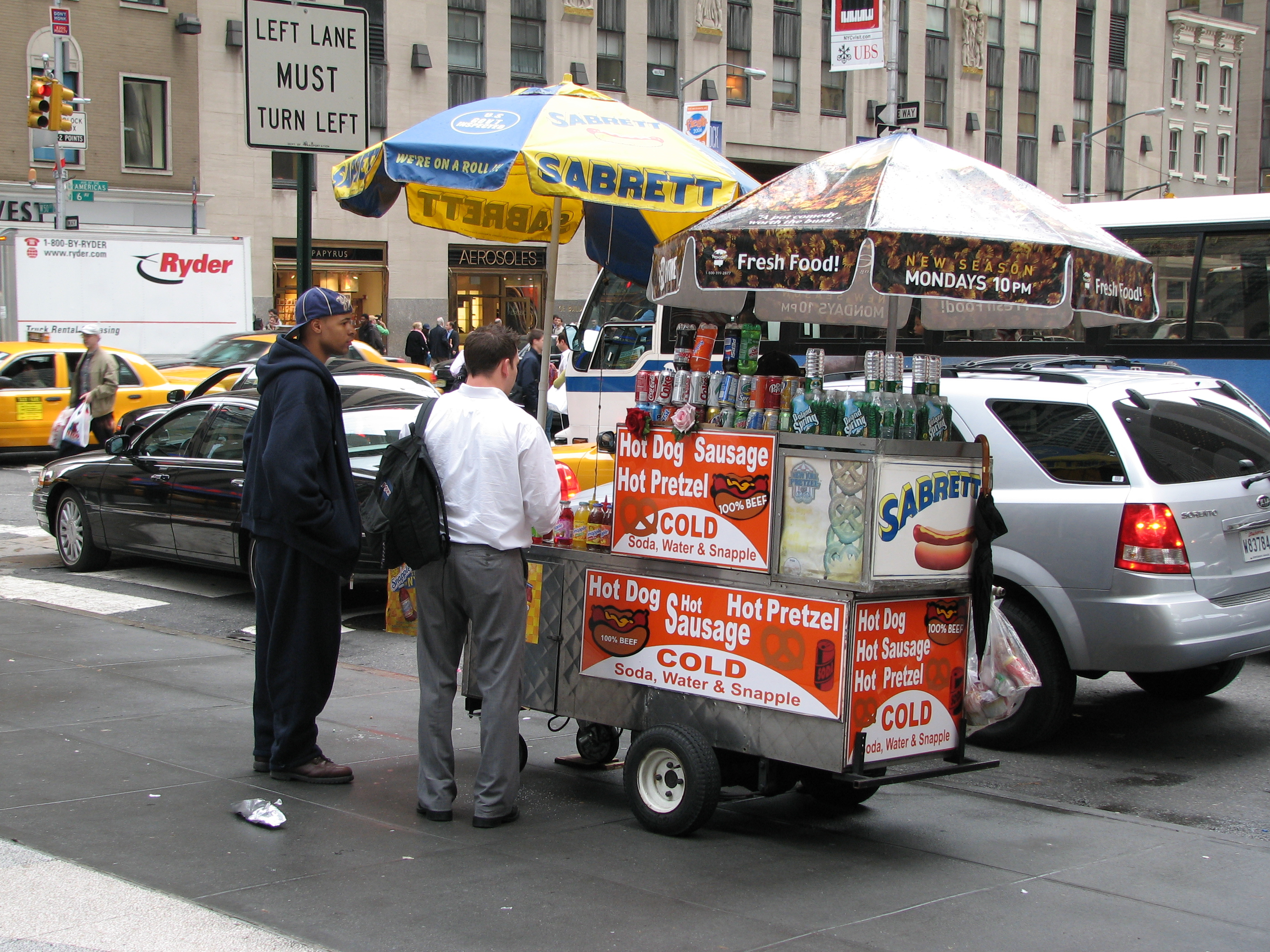
مواد غذایی خیابانی در شهر نیویورک

غذای خیابانی به غذاهای ارزانقیمت، آماده خوردن یا نوشیدنی‌هایی گفته می‌شود که توسط دستفروشان در خیابان، بازارها یا نمایشگاه‌ها به فروش می‌رسد. معمولاً غذای خیابانی از روی یک گاری یا چرخ ویژه ارائه مواد غذایی یا یک خودرو به فروش می‌رسد. بیشتر غذاهای خیابانی از آشپزی محلی و خوراکی‌های محلی سرچشمه می‌گیرند؛ اما ممکن است غذاهایی که در سطوح وسیع هم خواهان داشته باشند به صورت خیابانی به فروش برسند. لقمه انگشتی و فست فود دو نوع خوراک رایج در خیابانها هستند. معمولاً غذای دستفروشها (غذای خیابانی) از غذای مشابه در رستورانها ارزان‌تر است. مطالعه سال ۲۰۰۷ سازمان غذا و کشاورزی ملل متحد (فائو) نشان داد که روزانه در سراسر جهان، ۲٫۵ میلیارد نفر در خیابان غذا می‌خورند.
گرایش مردم به خرید مواد غذایی خیابانی دلایل متعددی دارد؛ از جمله ارزانی، محیط اجتماعی یا آشنایی با غذاهای بومی و محلی اقوام مختلف.
ماهی‌های کوچک سرخ شده از غذاهای خیابانی در یونان باستان بودند. اما Theophrastus توجه چندانی به غذاهای خیابنی نداشت. شواهدی از تعداد زیادی از فروشندگان مواد غذایی خیابانی در طول حفاری پمپئی به دست آمد. در روم باستان غذای خیابانی از سوی بی خانمانها و فقرا مورد توجه قرار می‌گرفت. در آنجا سوپ نخود با نان و سس رب غذای مورد علاقه بود. در چین باستان مواد غذایی خیابانی به‌طور کلی توسط فقیران استفاده می‌شد اما ثروتمندان نیز ممکن بود از خدمتکاران خود بخواهند از غذاهای بیرونی برای آن‌ها چیزی تهیه کنند.
در تایلند مردم تا اوایل دهه ۱۹۶۰ توجهی به غذاهای خیابانی نشان نمی‌دادند اما از این زمان به بعد به دلیل رشد سریع جمعیت شهری غذاهای خیابانی هم محبوبیت پیدا کردند.

## جنبه‌های فرهنگی اقتصادی

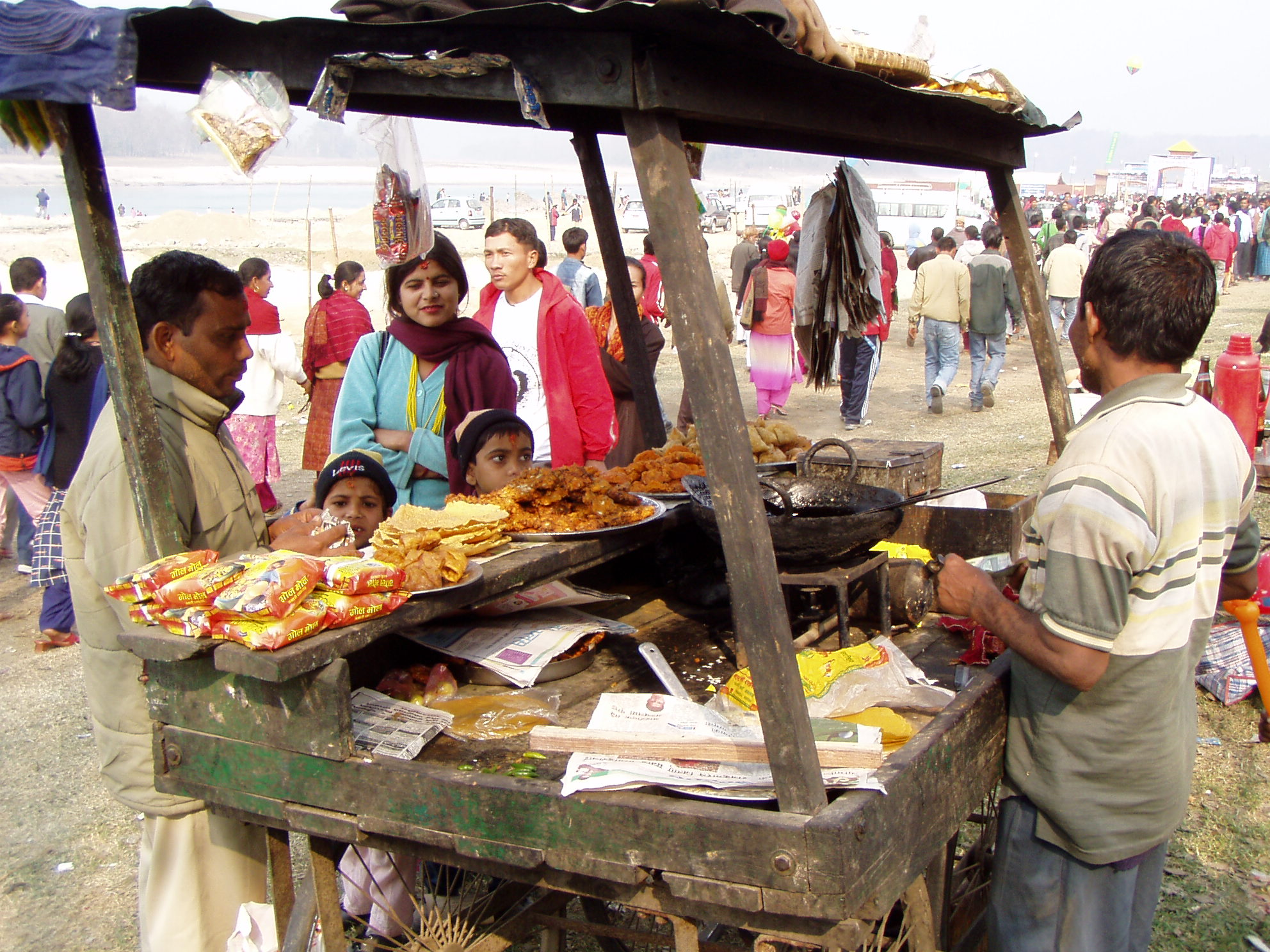
فرشندگان غذای خیابانی در Nepal

گرایش به غذاهای خیابانی در کشورهای مختلف به یک اندازه نیست. به عنوان مثال در بنگلادش تنها جمعیت اندکی از زنان فروشنده غذا در خیابانها دیده می‌شوند؛ در حالی که در تایلند و نیز نیجریه، اغلب فروشندگان مواد غذایی دوره‌گرد را زنان تشکیل می‌دهند.
در بعضی فرهنگها قدم زدن در خیابان در حال غذا خوردن یک کار غیر مودبانه است.

## ایمنی و بهداشت

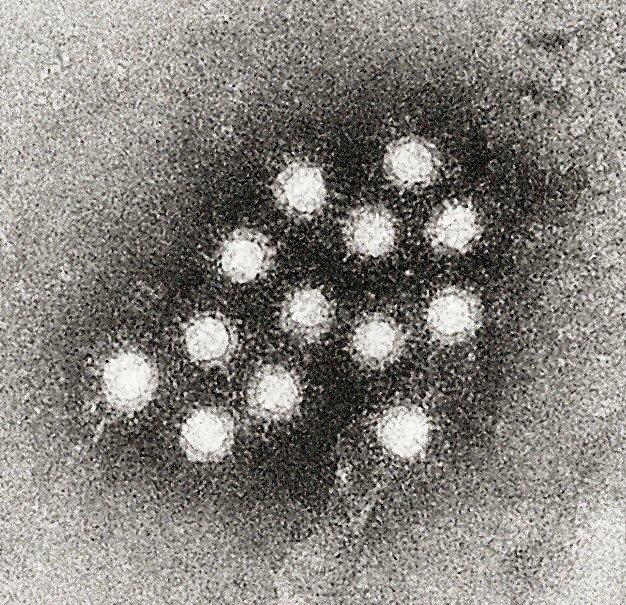
ویروس هپاتیت A می‌تواند از طریق انتقال نامناسب مواد غذایی منتشر شود.

از اوایل قرن ۱۴ نظارت بر فروشندگان خیابانی مواد غذایی آغاز شد. با افزایش سرعت جهانی شدن و گردشگری، ایمنی مواد غذایی خیابانی تبدیل به یکی از نگرانی‌های عمده در زمینه سلامت عمومی و در نتیجه تلاش دولت‌ها برای آگاهی بخشی در این زمینه شده‌است.